# إيرني لانكستر
إيرني لانكستر (بالإنجليزية: Ernie Lancaster)‏ هو كاتب أغاني أمريكي، ولد في 30 نوفمبر 1953 في جورجيا في الولايات المتحدة، وتوفي في 17 يوليو 2014 في مونت دورا في الولايات المتحدة بسبب سرطان البنكرياس.